# يوجين سكوت
يوجين سكوت (بالإنجليزية: Eugene Scott)‏ هو لاعب كرة قاعدة أمريكي، ولد في 31 أغسطس 1889 في شريفبورت في الولايات المتحدة، وتوفي في 12 يونيو 1947 في ديترويت في الولايات المتحدة.